# Lambda (fusée)
Pour les articles homonymes, voir Lambda (homonymie).
Lambda est une famille de fusées-sondes japonaises multi-étages et à propergol solide développées par l'Université de Tokyo (Japon) et lancées entre 1963 à 1979. La version la plus puissante, la L4S, a été utilisée pour placer en orbite le 11 février 1970 Ōsumi, le premier satellite artificiel japonais.

## Historique
Le professeur d'université et ingénieur en aéronautique Hideo Itokawa développe au sein de l'Université de Tokyo plusieurs familles de fusées-sondes à propergol solide de puissance croissante destinées à lancer des instruments scientifiques pour étudier la haute atmosphère. En 1958 il crée l'Institute of Space and Astronautical Science (ISAS) voué à la recherche spatiale. En 1957 débute le développement de la série des Kappa dont le modèle le plus puissant s'élève jusqu'à une altitude de 700 km. Une nouvelle famille de fusées sondes à hautes performances, baptisée Lambda, prend la suite des Kappa. L'objectif est de parvenir à effectuer des vols surborbitaux atteignant l'altitude de 3 000 km. Les fusées-sondes ont été jusque-là lancées depuis une plage isolée à Michikawa dans la préfecture d'Akita. Mais leur portée s'est fortement accrue et elles sont désormais susceptibles de s'écraser en Chine en cas de défaillance. Itokawa se met à la recherche d'un site situé sur la côte Pacifique du Japon disposant de bonnes voies de communications mais faiblement peuplé et bénéficiant d'un climat clément. Après deux ans de recherche, le site d'Uchinoura dans la préfecture de Kagoshima (dans l'île de Kyūshū, la plus méridionale du Japon) est finalement retenu en 1961 malgré les temps de transport (31 heures de train pour aller à Tokyo) et l'opposition des pêcheurs locaux. Pour apaiser ces derniers, il est décidé que les tirs ne pourront avoir lieu que durant deux périodes d'une durée totale de 90 jours dans l'année (vers septembre et février). Malgré un relief très tourmenté, le site de 510 hectares est rapidement aménagé et le premier tir d'une Lambda 3, qui atteint une altitude de 1 000 km, a lieu en juillet 1964.
La Lambda 3 représente ce qui peut être fait de plus puissant en matière de fusée-sonde. Logiquement l'étape suivante est de placer un satellite en orbite. En 1965 le Conseil national des activités spatiales donne son feu vert à l'ISAS pour la réalisation d'un programme spatial scientifique. Itokawa propose de développer une nouvelle fusée Mu pour lancer ces satellites. L'autorisation de réaliser le nouveau lanceur est donnée en août 1966. En parallèle Itokawa fait développer une dernière version de la famille Lambda baptisée Lambda 4S car il pense que cette fusée a la capacité de placer à faible coût un satellite en orbite avant que les Mu soient opérationnelles.  La Lambda 4S est une fusée non guidée de 9,5 tonnes longue de 16,5 mètres qui comporte 4 étages utilisant tous une propulsion à propergol solide. La fusée dispose de deux petits propulseurs d'appoint fournissant une poussée supplémentaire durant les 7 premières secondes du vol. Ce qui la différencie des versions précédentes est l'ajout d'un quatrième étage, contenant 88 kg de propergol solide, chargé, lorsque la fusée culmine, d'apporter le gain de vitesse horizontal permettant d'atteindre la vitesse orbitale. Comme tous les lanceurs de cette famille il est tiré depuis une rampe de lancement inclinée orientée dans la direction souhaitée. Le dernier étage comporte un système gyroscopique qui permet de contrôler l'orientation du dernier étage lorsqu'il entame sa phase balistique après l'extinction du troisième étage et avant sa mise à feu.
La masse satellisable est limitée à 12 kg mais il s'agit là du plus léger des lanceurs développé jusqu'à la SS-520 d'une masse de 2,6 t. lancée en 2018. Trois lancements ont lieu entre septembre 1966 et avril 1967 qui se soldent tous par des échecs. Une quatrième tentative de lancement a lieu en septembre 1969 mais se solde à nouveau par un échec à la suite de la collision entre le troisième et le quatrième étage. Le cinquième lancement permet enfin de placer en orbite le premier satellite artificiel japonais baptisé Ōsumi. Celui-ci, d'une masse totale de 38 kg, est un simple démonstrateur technologique comportant un radio-émetteur, un thermomètre et un accéléromètre. La radio du satellite tombe en panne après avoir bouclé 7 orbites (338x5150 km et inclinaison de 31°). Des fusées-sondes de la famille Lambda continueront d'être lancés jusqu'en 1977 pour des vols suborbitaux, mais la satellisation est désormais confiée à la génération suivante constituée par le fusées Mu.

## Caractéristiques techniques
Plusieurs types de fusées Lambda ont été construites : L-2, L-3, L-3H, L-4S, L-4T et L-4SC. Ce sont toutes de fusées à propergol solide, non guidées et  multi-étages. Le premier étage de type L-375 et deux propulseurs d'appoint SB-310 sont communs. Les étages supérieurs diffèrent par contre selon les modèles.
| Modèle | Propulseurs d'appoint | 1er étage | 2e étage   | 3e étage | 4e étage | Performances | Dates lancement | Nombre tirs / échecs |
| ------ | --------------------- | --------- | ---------- | -------- | -------- | ------------ | --------------- | -------------------- |
| L2     | 2 × SB-310            | L-735     | K-420      |          |          |              | 1963            | 2/0                  |
| L3     | 2 × SB-310            | L-735     | K-420      | Kappa-8  |          |              | 1964-1965       | 3/0                  |
| L3H    | 2 × SB-310            | L-735     | L-735(1/3) | L-500    |          |              | 1966-1977       | 9/0                  |
| L4S    | 2 × SB-310            | L-735     | L-735(1/3) | L-500    | L-480S   |              | 1966-1970       | 5/1                  |
| L4SC   | 2 × SB-310            | L-735     | L-735(1/3) | L-500    | L-480S   |              | 1971-1976       | 4/1                  |
| L4T    | 2 × SB-310            | L-735     | L-735(1/3) | L-500    | L-480S   |              | 1969            | 1/1                  |

.

### Sources
- (en) Brian Harvey, Henk H.F. Smid et Theo Pirard, Emerging space powers : The new space programs of Asia, the Middle East ans South America, Londres, Springer Praxis, coll. « Space exploration », 2010, 624 p. (ISBN 978-1-4419-0873-5 et 1-441-90873-0, OCLC 707457256)
- (en) Hideo Itogawa et al., SURVEY OF JAPANESE SPACE PROGRAM WITH EMPHASIS ON KAPPA AND LAMBDA TYPE OBSERVATION ROCKETS, NASA, 1963, 449 p. (lire en ligne)compilation de notes techniques sur les fusées sondes Kappa, la mise au point de la fusée sonde Lambda et la création du Centre spatial de Uchinoura (traduit par la NASA)